# Petar Stoimenow
Petar Stoimenow (bulgarisch Петър Стоименов, englisch Petar Stoimenov; * 8. April 1960 in Sofia) ist ein ehemaliger bulgarischer Boxer.

## Boxkarriere
Stoimenow gewann im Schwergewicht jeweils die Balkanmeisterschaften (U20) 1978 in Slavonski Brod sowie 1979 in Gabrowo und siegte auch bei der Junioren-Europameisterschaft 1978 in Dublin, wobei er im Finale vorzeitig in der ersten Runde gegen Ulli Kaden gewinnen konnte.
Anschließend startete er im neugeschaffenen Superschwergewicht (+91 kg) und nahm an der Europameisterschaft 1979 in Köln teil, wo er im Viertelfinale gegen Peter Hussing ausschied. 1980 gewann er die Balkanmeisterschaft in Pernik und nahm an den Olympischen Spielen 1980 in Moskau teil. Dort unterlag er nach einem Sieg gegen Naasan Ajjoub, im Viertelfinale des Schwergewichtsturniers gegen Jürgen Fanghänel.
Bei der Europameisterschaft 1981 in Tampere verlor er im Viertelfinale knapp mit 2:3 gegen Aziz Salihu, gewann jedoch eine Bronzemedaille beim Weltcup 1981 in Montreal. Er nahm dann an der Weltmeisterschaft 1982 in München teil und gewann nach einer Niederlage im Halbfinale gegen Francesco Damiani erneut eine Bronzemedaille. Eine weitere Bronzemedaille gewann er bei der Europameisterschaft 1983 in Warna nach erneuter Halbfinalniederlage gegen Damiani. Zudem gewann er Bronze bei den Wettkämpfen der Freundschaft 1984 in Havanna, einer sozialistischen Gegenveranstaltung zu den boykottierten Olympischen Spielen in Los Angeles.
1985 gewann er die Balkanmeisterschaft in Sofia, schied jedoch bei der Europameisterschaft 1985 in Budapest im Viertelfinale mit 2:3 gegen Ferenc Somodi aus. Einen seiner bedeutendsten Siege erzielte er bei der Weltmeisterschaft 1986 in Reno (Nevada), als er im Achtelfinale Lennox Lewis nach Punkten besiegen konnte, ehe er im Viertelfinale gegen Teófilo Stevenson unterlegen war.
Bei der Europameisterschaft 1987 in Turin verlor er im Halbfinale gegen Alexander Jagubkin und gewann dadurch erneut eine Bronzemedaille. Den Abschluss seiner Boxkarriere bildete die Teilnahme an den Olympischen Spielen 1988 in Seoul, wo er im Achtelfinale des Superschwergewichtsturniers gegen Peter Hrivňák ausschied.